# Sparsamkeit

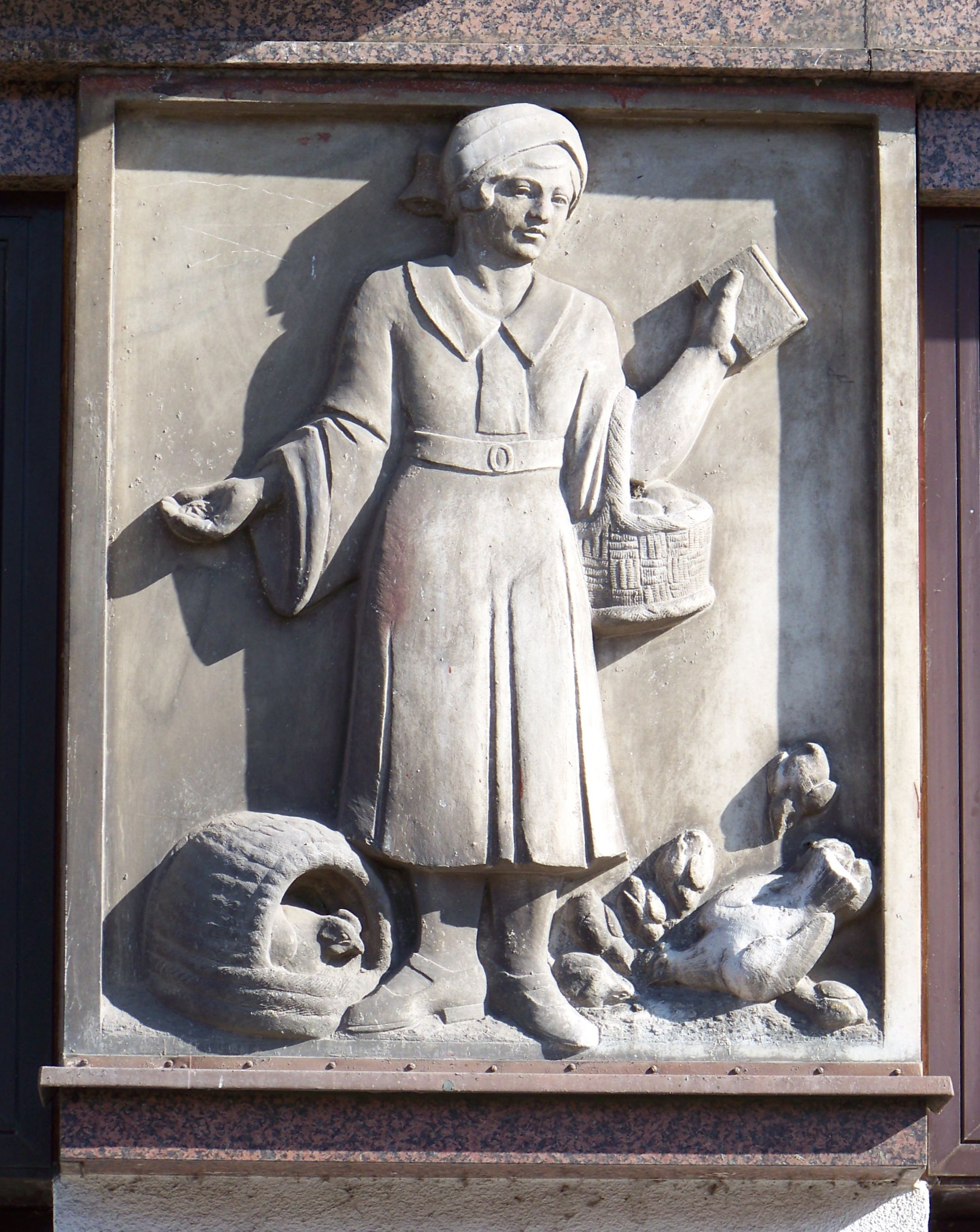
Relief der Tugend der Sparsamkeit an einem Gebäude in Kralup an der Moldau

Als Sparsamkeit wird eine Tugend bezeichnet, die einen maßvollen Umgang mit Geld und wirtschaftlichen Gütern sowie natürlichen Ressourcen zum Gegenstand hat. Ihre soziale Funktion besteht – wie bei allen bürgerlichen Tugenden – in der praktischen Bewältigung des Alltags auf der Grundlage gesicherter und geordneter wirtschaftlicher Verhältnisse. Die positive Gegentugend zur Sparsamkeit ist die Großzügigkeit, ihre Verfallsform ist der Geiz, ihr negativer Gegensatz die Verschwendung.
Vorurteile schreiben einer Anzahl von Bevölkerungsgruppen – so den Bauern, den Schwaben, den Schotten – besondere Sparsamkeit zu.

## Öffentliche Sparsamkeit
Im deutschen Haushaltsrecht verlangen die Haushaltsgrundsätze unter anderem die Einhaltung der Sparsamkeit, denn die öffentliche Verwaltung ist zur sparsamen Haushaltswirtschaft verpflichtet (§ 7 Abs. 1 BHO). Dieses abstrakte Handlungsprinzip verlangt von den haushaltsführenden Verwaltungen, ein gegebenes Ziel oder Ergebnis mit dem geringstmöglichen Mitteleinsatz zu erreichen (Minimalprinzip). Damit impliziert die Sparsamkeit das Ziel, nicht alle veranschlagten Haushaltsmittel für den vorgesehenen Zweck auszuschöpfen und hierdurch Ausgabenreste einzubehalten.
Insbesondere konzentriert sich auch international die Haushaltspolitik bei vorhandenen hohen Haushaltsdefiziten in hochverschuldeten Staaten und hochverschuldeten Entwicklungsländern auf eine Reduzierung der Staatsausgaben und eine gleichzeitige Erhöhung der Staatseinnahmen, um die Staatsfinanzen zu konsolidieren. Diese Sparpolitik bildet den wesentlichen Teil der Austeritätspolitik von Staaten, die meist von internationalen Kreditgebern wie Weltbank oder IWF im Rahmen der Konditionalität gefordert wird. Ziel ist eine Verringerung der staatlichen Neuverschuldung, letztlich ein Abbau der Staatsschulden.